# Google Optimize
Google Optimize (dawniej Google Website Optimizer) – narzędzie do testowania użyteczności witryny. Narzędzie jest w pewnym stopniu darmowe, ale sprzedawane przez Google w modelu freemium.
Witryna Google Optimize służy do projektowania eksperymentów i jest sprzężona z edytorem WYSIWYG, który umożliwia przygotowanie różnych wariantów testów. Darmowa wersja umożliwia uruchomienie paru eksperymentów jednocześnie i aby przeprowadzić ich więcej należy podnieść usługę do wersji Google Optimize 360. Istnieją również inne ograniczenia, w tym ograniczenia możliwości wyboru grup docelowych różnych wariantów eksperymentów.
Edytor Google Optimize to rozszerzenie Chrome, które umożliwia zmianę niektórych aspektów elementów HTML widocznych na danej stronie. Zmiany wprowadzone w edytorze mogą zostać zastosowane dzięki dołączeniu specjalnego, zewnętrznego kodu JavaScriptu. Zmiany mogą obejmować wymianę etykiet na przyciskach i łączach oraz pewne zmiany stylu: zmiana czcionki, wyrównanie tekstu, marginesy itp. Narzędzie umożliwia także modyfikację HTML wewnątrz wybranych elementów, co pozwala na wprowadzanie bardziej zaawansowanych zmian.
Sam edytor nie jest wystarczający do tworzeniu skomplikowanych testów, zwłaszcza na stronach z dynamiczną zawartością, takich jak Angular, Vue czy React. Używanie GO na bardziej skomplikowanej, dynamicznej witrynie, wymaga dodatkowej, ręcznej pracy osoby tworzącej taką witrynę. Programista musi przygotować dodatkowy kod, który zintegruje eksperymenty zdefiniowane w GO z kodem frontendowym lub backendowym.
Google Optimize umożliwia przeprowadzenie paru rodzajów eksperymentów. Głównie umożliwia testowanie alternatywnych wersji całej strony, czyli testy A/B lub testowanie wielu kombinacji zmian w różnych elementach strony, takich jak różne warianty nagłówka w połączeniu z różnymi wariantami paska narzędziowego, czyli testowanie wielowymiarowe.
W dniu 1 czerwca 2012 firma Google ogłosiła, że z dniem 1 sierpnia 2012 Google Website Optimizer zostanie wycofany, a jego funkcjonalność zostanie zintegrowana z Google Analytics pod nazwą Google Analytics Content Experiments. Ostatecznie Google jednak częściowo przywrócił Google Website Optimizer jako Google Optimize w nieco zmienionej formie, zintegrowanej z Google Analytics.
Google Optimize jest częścią Google Marketing Platform.